# Hippothoa
Hippothoa is een geslacht van mosdiertjes uit de  familie van de Hippothoidae. De wetenschappelijke naam ervan is in 1821 voor het eerst geldig gepubliceerd door Lamouroux.

## Soorten
- Hippothoa balanophila Winston & Hakansson, 1986
- Hippothoa brasiliensis Morris, 1980
- Hippothoa calcicola Winston & Vieira, 2013
- Hippothoa calciophilia Gordon, 1984
- Hippothoa catophilia Gordon, 2020
- Hippothoa distans MacGillivray, 1869
- Hippothoa divaricata Lamouroux, 1821
- Hippothoa eburnea (Canu & Bassler, 1928)
- Hippothoa expansa Dawson, 1859
- Hippothoa flagellum Manzoni, 1870
- Hippothoa imperforata Liu, 2001
- Hippothoa longicauda Souto, Berning & Ostrovsky, 2016
- Hippothoa mawatarii Dick & Ross, 1988
- Hippothoa meridionalis Morris, 1980
- Hippothoa minitumulosa Morris, 1980
- Hippothoa muripinnata Souto, Reverter-Gil & Ostrovsky, 2014
- Hippothoa musivaria Hayward & Fordy, 1982
- Hippothoa peristomata Gordon, 1984
- Hippothoa petrophila Dick & Grischenko, 2016
- Hippothoa santacruzana Pinter, 1973
- Hippothoa watersi Morris, 1980

- Hippothoa borealis d'Orbigny, 1852 (taxon inquirendum)
- Hippothoa fusiformis d'Orbigny, 1852 (taxon inquirendum)
- Hippothoa longicauda Fischer, 1870 (taxon inquirendum)
- Hippothoa savignyana d'Orbigny, 1852 (taxon inquirendum)

Niet geaccepteerde soorten:
- Hippothoa amaena Jullien, 1903 → Pulpeirina amoena (Jullien & Calvet, 1903)
- Hippothoa amoena Jullien & Calvet, 1903 → Pulpeirina amoena (Jullien & Calvet, 1903)
- Hippothoa aporosa (Levinsen, 1909) → Antarctothoa aporosa (Levinsen, 1909)
- Hippothoa aruensis Morris, 1980 → Hippothoa distans MacGillivray, 1869
- Hippothoa bougainvillei (d'Orbigny, 1842) → Antarctothoa bougainvillei (d'Orbigny, 1842)
- Hippothoa catenularia Fleming, 1828 → Pyripora catenularia (Fleming, 1828)
- Hippothoa cornuta  → Celleporella cornuta (Busk, 1854)
- Hippothoa divergens Smitt, 1873 → Buffonellaria divergens (Smitt, 1873)
- Hippothoa fenestrata Smitt, 1873 → Stenopsella fenestrata (Smitt, 1873)
- Hippothoa gigerium Ryland & Gordon, 1977 → Plesiothoa gigerium (Ryland & Gordon, 1977)
- Hippothoa hyalina (Linnaeus, 1767) → Celleporella hyalina (Linnaeus, 1767)
- Hippothoa pacifica  → Hippothoa divaricata pacifica Gordon, 1984
- Hippothoa patagonica Busk, 1852 → Neothoa patagonica (Busk, 1852)
- Hippothoa pesanseris Smitt, 1873 → Bryopesanser pesanseris (Smitt, 1873)
- Hippothoa porosa Smitt, 1873 → Therenia porosa (Smitt, 1873)
- Hippothoa sica Couch, 1844 → Aetea sica (Couch, 1844)